# Yarábulus
Yarábulus (en árabe: جرابلس‎ / ALA-LC: Jarābulus; en árabe sirio septentrional: Jrāblos; en turco: Cerablus; en kurdo: Cerablûs) es una ciudad de Siria, localizada en la Gobernación de Alepo. Tiene una altitud de 367 m y se encuentra en la orilla occidental del río Éufrates. En el censo de 2004 llevado a cabo por la Oficina Central de Estadísticas, Yarabulus tenía una población de 11 570 habitantes.
Se encuentra al norte del Lago Asad y justo al sur de la frontera entre Siria y Turquía.

## Historia y toponimia
La ciudad es conocida también por los nombres "Yerablus" o "Yarablos", o por su transliteración inglesa "Jarabulus", "Jerablus" o "Jarablos". El topónimo de la ciudad en el siglo XVIII parece haber sido "Djerabis", encontrado también más tarde como "Djeraboolos" o "Djerablus", que deriva probablemente de Hierápolis (hoy en día Manbiy, ciudad siria localizada al suroeste de Yarábulus). 
Justo al norte de Yarábulus se encontraba una importante ciudad de los imperios mitanno, hitita y asirio, situada en lo que hoy es la frontera entre Turquía y Siria. En su origen la ciudad recibió el nombre de "Karkemish", y en tiempos de los griegos y romanos, su nombre fue "Europos" (Εὐρωπός), posible origen de la forma moderna del topónimo Yerabis.

## Guerra Civil Siria
El 20 de julio de 2012, los rebeldes del Ejército Libre Sirio capturaron la ciudad junto con su puesto fronterizo con Turquía.[cita requerida] Sin embargo, para principios de julio de 2013, la población había sido capturada por la organización Estado Islámico de Irak y el Levante (EIIL), afiliada a al-Qaeda.
En enero de 2014, durante el conflicto entre el EIIL y otros grupos rebeldes, Yarábulus fue el lugar de una batalla por su control. A pesar del avance rebelde ocurrido entre el 13 y el 16 de enero, el EIIL fue capaz de recapturar el pueblo el día 17. El 28 de febrero, una gran cantidad de combatientes del EIIL se reagruparon en Yarábulus tras retirarse de otras zonas en la gobernación de Alepo.

### Ofensiva de Yarábulus de 2016
El 24 de agosto de 2016 una coalición liderada por Turquía y el Ejército Libre Sirio (ELS) lanzaron una ofensiva hacia la ciudad de Yarábulus con el objetivo de liberar la ciudad de Estado Islámico. El 25 de agosto del mismo año se cumplió con dicho objetivo, gracias a las fuerzas militares turcas, apoyadas por EE. UU., y el Ejército Libre Sirio. El 27 de agosto, en las localidades vecinas de Yusef El Beik y Tal El Amarna, 10 km al sur, el ELS y los tanques del ejército turco atacaron a las milicias kurdas sirias Unidades de Protección Popular (YPG) y las Fuerzas Democráticas Sirias (FDS), que partiendo de Manbiy intentaban tomar Yarábulus antes de la intervención turca. El mismo día la aviación turca bombardeó la localidad de Jubb Al-Kusa, a 14 km al sur de Yarábulus, controlada por combatientes locales apoyados por las fuerzas kurdas de las YPG.